# Megarthrus peckorum
Espèce
Megarthrus peckorum est une espèce de coléoptères de la famille des Staphylinidae et de la sous-famille des Proteininae.

## Répartition et habitat
Cette espèce est décrite de Nouvelle-Calédonie.

## Systématique
Le nom valide complet (avec auteur) de ce taxon est Megarthrus peckorum Cuccodoro, 1998.

## Publication originale
- (en) Giulio Cuccodoro, « Revision and phylogeny of Megarthrus Curtis 1829 from New Guinea, New Caledonia and Fiji (Coleoptera Staphylinidae Proteininae) », Tropical Zoology, Taylor & Francis, PAGEPress (Italy) (d) et FUP (d), vol. 11, no 1,‎ juin 1998, p. 103-137 (ISSN 0394-6975 et 1970-9528, DOI 10.1080/03946975.1998.10539356).